# ZONE ゾーン
『ZONE ゾーン』（原題：Споры、英題：Spores）は、2011年のロシアのホラー映画。

## あらすじ
ドライブに出かけた5人は、郊外に不気味な巨大工場の廃墟を発見する。軽い度胸試しをするつもりで中に入ると、未知の地球外生命体の巣があった。

## スタッフ
- 監督：マクシム・ダチュク
- 脚本：マクシム・ダチュク
- 製作：ディナ・グリン
- 音楽：イゴール・ファウスト
- 撮影：マクシム・ダチュク
- 編集：マクシム・ダチュク

## キャスト
- ナタリア・ヴァコワ
- ヴァレリー・クズメンコ
- オレグ・ヴァラコフ
- エレナ・シェヴァコワ
- ニコライ・ダブコフ